# Noura Ennadi
Noura Ennadi (in arabo نورا الندي‎?; 5 aprile 1999) è un'ostacolista marocchina ha vinto la medaglia d'argento ai Giochi panafricani di Accra in Ghana nei 400 metri ostacoli.

## Record nazionali
Seniores
- Staffetta 4x400 m: 3'33"89 ( Kinshasa, 4 agosto 2023) (Salma Lehlali, Assia Raziki, Sara El Hachimi, Noura Ennadi)

## Progressione

### 100 metri ostacoli
| Stagione | Misura | Luogo   | Data      | Rank. Mond. |
| -------- | ------ | ------- | --------- | ----------- |
| 2023     | 13"70  | Rabat   | 15-7-2023 |             |
| 2022     | 14"10  | Rabat   | 23-7-2022 |             |
| 2021     | 13"96  | Rabat   | 11-4-2021 |             |
| 2019     | 14"28  | Rabat   | 28-8-2019 |             |
| 2018     | 14"40  | Kenitra | 24-7-2018 |             |

### 400 metri ostacoli
| Stagione | Misura  | Luogo      | Data      | Rank. Mond. |
| -------- | ------- | ---------- | --------- | ----------- |
| 2024     | 55"85   | Accra      | 22-3-2024 |             |
| 2023     | 54"37   | Madrid     | 22-7-2023 |             |
| 2022     | 56"45   | Orano      | 1-7-2022  |             |
| 2021     | 56"89   | Radès      | 20-6-2021 |             |
| 2019     | 59"12   | Casablanca | 17-7-2019 |             |
| 2018     | 59"95   | Tampere    | 11-7-2018 |             |
| 2017     | 1'02"92 | Berkane    | 16-4-2017 |             |

## Palmarès
| Anno | Manifestazione           | Sede         | Evento    | Risultato  | Prestazione | Note                          |
| ---- | ------------------------ | ------------ | --------- | ---------- | ----------- | ----------------------------- |
| 2018 | Mondiali U20             | Tampere      | 400 m hs  | Batteria   | 59"95       | Miglior prestazione personale |
| 2019 | Giochi panafricani       | Rabat        | Eptathlon | 6ª         | 4717 pt.    |                               |
| 2022 | Campionati africani      | Saint-Pierre | 400 m hs  | Bronzo     | 58"06       |                               |
| 2022 | Giochi del Mediterraneo  | Orano        | 400 m hs  | Bronzo     | 56"45       | Miglior prestazione personale |
| 2022 | Giochi del Mediterraneo  | Orano        | 4x400 m   | Finale     | dq          |                               |
| 2023 | Giochi della Francofonia | Kinshasa     | 400 m hs  | Oro        | 55"17       | [ 1 ]                         |
| 2023 | Giochi della Francofonia | Kinshasa     | 4x400 m   | Oro        | 3'33"89     | [ 1 ]                         |
| 2023 | Mondiali                 | Budapest     | 400 m hs  | Semifinali | 55"15       | [ 2 ]                         |
| 2024 | Giochi panafricani       | Accra        | 400 m hs  | Argento    | 55"85       | [ 3 ]                         |
| 2024 | Campionati africani      | Douala       | 400 m hs  | Argento    | 56"16       |                               |
| 2024 | Giochi olimpici          | Parigi       | 400 m hs  | Semifinale | 55"50       |                               |

## Campionati nazionali
- 4 volte campionessa nazionale marocchina dei 100 metri ostacoli (2019, 2021, 2022, 2023)
- 4 volte campionessa nazionale marocchina dei 400 metri ostacoli (2019, 2021, 2022, 2023)

2019
- Oro ai campionati marocchini (Salé), 100 m hs - 14"29
- Oro ai campionati marocchini (Salé), 400 m hs - 1'01"21

2021
- Oro ai campionati marocchini (Rabat), 100 m hs - 14"17
- Oro ai campionati marocchini (Rabat), 400 m hs - 58"02

2022
- Oro ai campionati marocchini (Rabat), 100 m hs - 14"10
- Oro ai campionati marocchini (Rabat), 400 m hs - 58"25

2023
- Oro ai campionati marocchini (Rabat), 100 m hs - 13"70
- Oro ai campionati marocchini (Rabat), 400 m hs - 55"03

## Altre competizioni internazionali
2018
- Oro ai Giochi arabi under 20 ( Amman), 100 m hs - 14"02
- Oro ai Giochi arabi under 20 ( Amman), Eptathlon - 4742 pt.

2019
- Bronzo ai Giochi arabi ( Il Cairo), Eptathlon - 4932 pt.

2021
- Bronzo ai Giochi arabi ( Radès), 100 m hs - 14"42
- Oro ai Giochi arabi ( Radès), 100 m hs - 56"89
- Oro ai Giochi arabi ( Radès), staffetta 4x400 m - 3'45"64

2022
- 4ª ai Giochi della solidarietà islamica ( Konya), 100 metri hs - 13"70
- Oro ai Giochi della solidarietà islamica ( Konya), 400 metri hs - 56"15
- Bronzo ai Giochi della solidarietà islamica ( Konya), staffetta 4x400 m - 3'35"86

2023
- Oro ai Campionati arabi ( Marrakech), 100 m hs - 13"73
- Oro ai Campionati arabi ( Marrakech), 400 m hs - 54"98
- Bronzo ai Giochi arabi ( Algeri), 100 m hs - 13"67
- Argento ai Giochi arabi ( Algeri), 100 m hs - 55"40
- Oro ai Giochi arabi ( Algeri), staffetta 4x400 m - 3'35"80